# سود اویاسیون واتور
سود اویاسیون واتور (به انگلیسی: Sud Aviation Vautour) یک هواگرد ساختِ کارخانهٔ سود-اویاسیون در کشور فرانسه است. نخستین استفاده‌کنندهٔ این هواگرد نیروی هوایی فرانسه بوده‌است. این هواگرد برای نخستین بار در ۱۶ اکتبر ۱۹۵۲ میلادی مورد استفاده قرار گرفت.

## نگارخانه

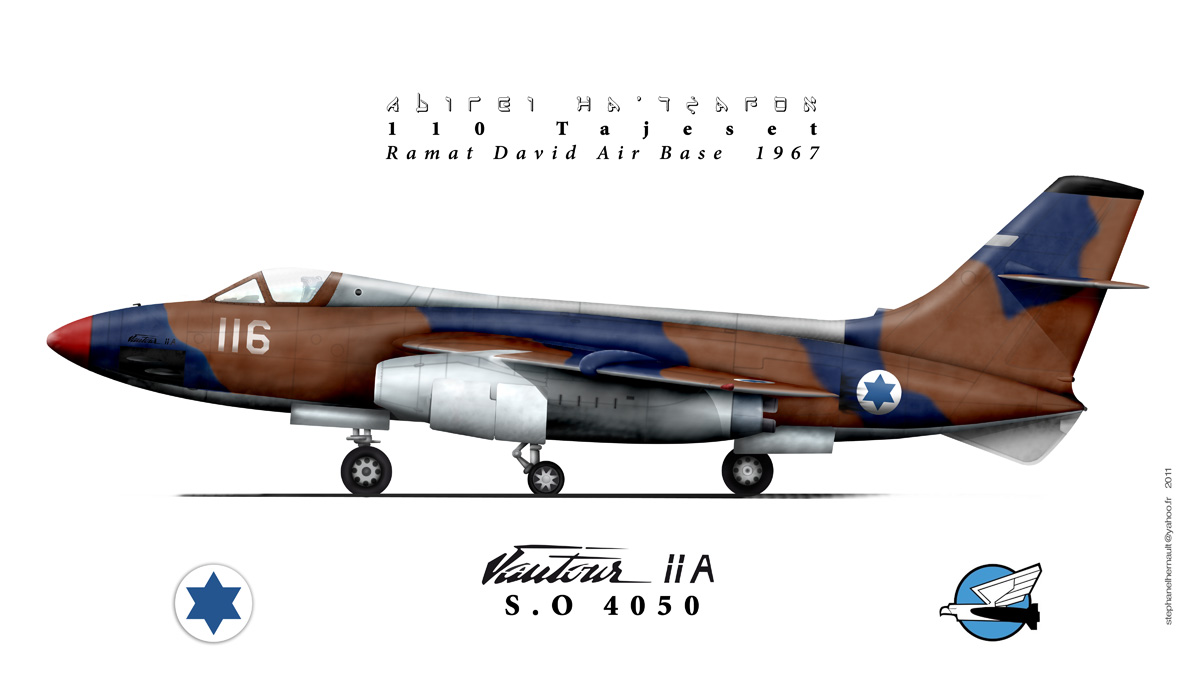
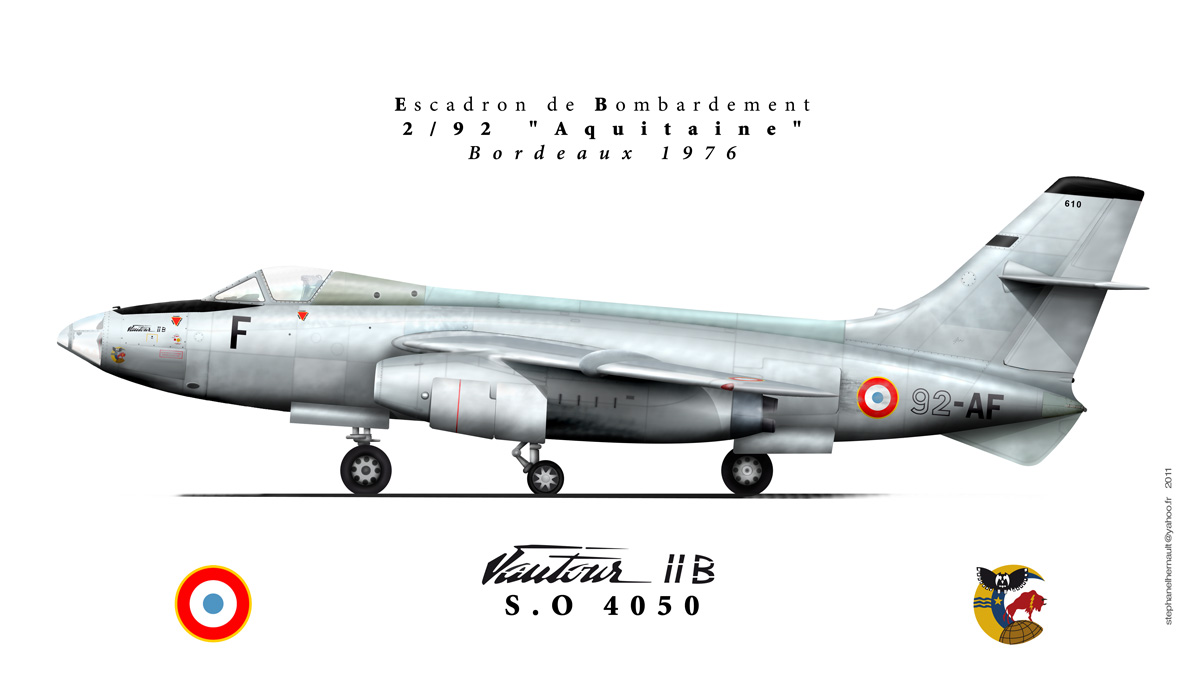
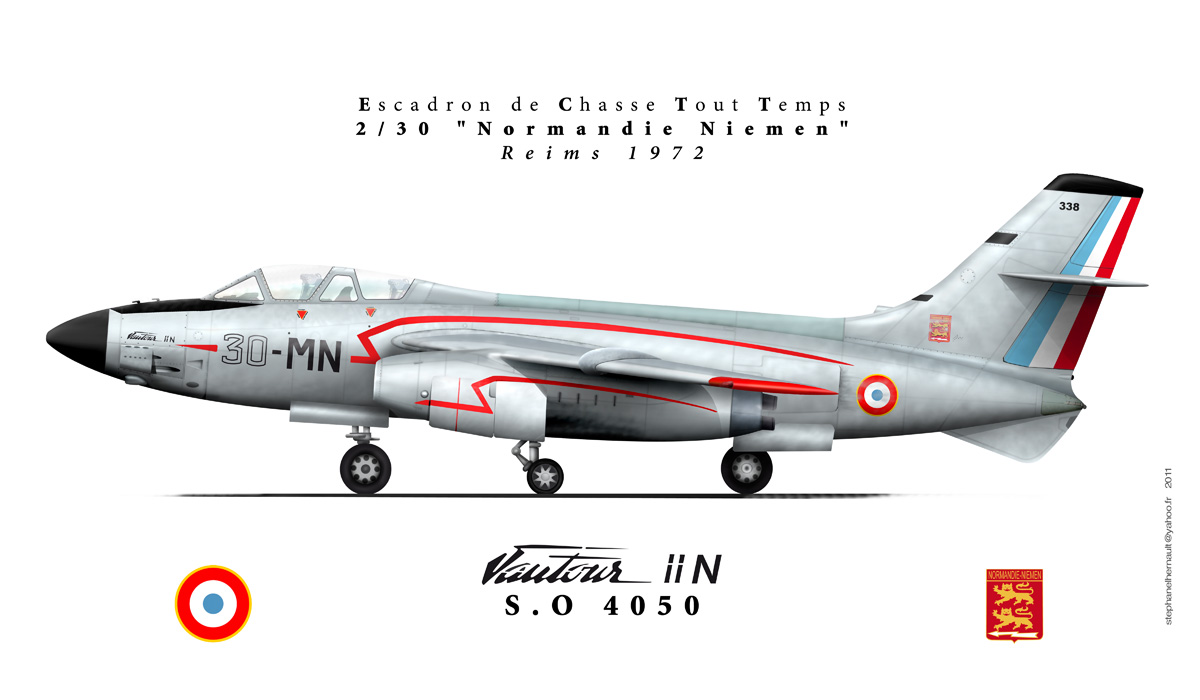